# Tališi
Tališi (također Talysh, Taleshi ili Talyshi) su iranski narod koji govori jedan od sjeverozapadnih iranskih jezika. Taj se jezik govori u sjevernim dijelovima iranskih provincija Gilan i Ardabil te u južnom dijelu Azerbajdžana. Sjeverno Tališko područje u povijesti je poznato kao Talish-i Gushtasbi.
Tališi imaju dva srodna dijalekta — Sjeverni (u Azerbajdžanu i Iranu) i Južni (u Iranu).
Prema službenom popisu stanovništva Republike Azerbajdžan, broj Tališa u Republici Azerbajdžan je 76 800.
Prema projektu Joshua, broj Tališa na svijetu je 231.000.
Neke procjene govore o oko 500.000-750.000 Tališa u Iranu 500.000-800.000 Tališa u Republici Azerbejdžanu te o oko 1.500.000-2.000.000 na svijetu.

## Vanjske poveznice
- Positive Orientation Towards the Vernacular among the Talysh of Sumgayit
- Example of Talyshi Language
- Talyshi, English-Russian-Azerbaijani_Turkish dictionary  Arhivirana inačica izvorne stranice od 28. rujna 2007. (Wayback Machine)